# Elmet
Elmet (walisisk: Elfed), nogle gange Elmed og Elmete, var et uafhængigt britisk keltisk kumbrisk-talende kongerige, der eksisterede fra omkring 300-tallet til midten af 600-tallet.
Folket i Elmet overlvede som en særskilt anerkendt britisk-keltisk gruppe i århundreder efter kongeriget blev en del af Northumbria i det der senere blev til området West Riding of Yorkshire og herefter West Yorkshire, South Yorkshire og North Derbyshire.
Ordet bruges som affix til stednavn mellem Leeds og Selby, inklusive Barwick in Elmet og Sherburn in Elmet. Det var mere udbredt i middelalderen til steder i wapentakes (herreder) Barkston Ash og Skyrack, inklusive Burton Salmon, Sutton (øst for Castleford), Micklefield, Kirkby Wharfe, Saxton, og Clifford.
Kongeriget blev erobret af Edwin af Northumbria i 616.